# Getto w Szawlach
Getto w Szawlach (lit. Šiaulių getas) – żydowska dzielnica utworzona przez Niemców w czasie II wojny światowej w Szawlach na Żmudzi. Istniała od sierpnia 1941 do lipca 1943. 
Szawelskie getto było jednym z pięciu tego typu placówek, jakie utworzyli Niemcy na terenach okupowanej Litwy. Po wkroczeniu do miasta 26 czerwca 1941 Niemcy zastrzelili ok. 1 tys. Żydów i zakopali ich w dołach, które ofiary wcześniej same musiały wykopać. 22 sierpnia zadecydowano o utworzeniu getta w Szawlach – jedno z nich znajdowało się na przedmieściu Kaukas, drugie w dzielnicy trockiej. 
Niemiecką okupację przeżyło ok. 500 z 8 tys. mieszkających w mieście Żydów, którzy przed 1941 stanowili 1/4 ludności Szawli.